# 村中知
村中知（1989年12月15日—），日本女性配音員。畢業於俳協Voice Actors Studio，現隸屬於東京俳優生活協同組合。出身於茨城縣，身高156公分。
2017年8月26日，以KiraKira☆光之美少女 A La Mode的身份登上animelo summer live。

## 演出作品
※粗體字為主要角色。

### 電視動畫
2010年
- 羅賓與他的100位朋友 第2季（菲利浦）

2012年
- 足球騎士（中江美奈）
- 刀劍神域（銀）
- 來自新世界（學）
- 櫻花莊的寵物女孩（女性）

2013年
- 初音島III[1]
- LoveLive!（數學教師、朋友A）
- Little Busters!（太郎）
- 科學超電磁砲S（所員、研究員）
- 惡魔高校D×D NEW（魔術師#11）
- 有頂天家族（接待員B）
- 來自風平浪靜的明日（紗由的母親）
- 噬血狂襲（主播、面具寄生者、侍從女子）

2014年
- 愛絲卡&羅吉的鍊金工房～黃昏天空之鍊金術士～（米契·桑謬·仙布露達[2]）
- 請問您今天要來點兔子嗎？（女性客）
- ALDNOAH.ZERO（女性兵士）
- selector spread WIXOSS（經紀人）
- 牙狼〈GARO〉-炎之刻印-（小孩）
- 境界觸發者（空閑遊真）
- 天體的方式（老師）
- 四月是你的謊言（審査員）
- 哆啦A夢（同學B、小孩子B）

2015年
- 偶像大師 灰姑娘女孩（大和亞季[3]）
- 食戟之靈（惠的母親）
- 惡魔高校D×D BorN（皇后）
- 亞爾斯蘭戰記（偽泰巴美奈）
- 银魂°（伊澄之兄）
- GANGSTA.（埃米利奧·貝尼迪特〈幼少期〉、亞瑟）
- 創聖機械天使LOGOS（播報聲）
- 魔鬼戀人 -MORE,BLOOD-（無神琉輝〈幼少期〉）
- 重裝武器（淑女、訓練員）
- 落第騎士英雄譚（史黛拉的母親、少年）
- 排球少年！！第二季（月島螢〈小學生時代〉）
- 境界觸發者 逃亡者篇（空閑遊真）
- 彗星·路西法（莉莉安·安納托利亞）

2016年
- 金田一少年之事件簿R 第2期（影平文芽）
- Active Raid－機動強襲室第八課－（女店員A）
- GATE 奇幻自衛隊 在彼方的土地，如斯的戰鬥 第2期（芬恩）
- 幸運邏輯（本部職員A）
- 舞武器·舞亂伎（新走宗也〈小孩〉）
- 未來卡片 戰鬥夥伴DDD（バル）
- 飛翔的魔女（少年C）
- 小桃小栗 Love Love物語（女子大學生1）
- 食戟之靈 貳之皿（惠的母親）
- 競女!!!!!!!!（花山咲）

2017年
- 風夏（幼少期的優）
- MARGINAL#4 由KISS開始創造的Big Bang（RUI的姐姐）
- KiraKira☆光之美少女 A La Mode（立神葵／冰淇淋天使[4]）
- 偶像大師 灰姑娘女孩劇場（大和亞季）
- 覆面系NOISE（榊桃〈幼少期〉）
- 舞動青春（釘宮方美〈幼少期〉）
- 數碼暴龍宇宙-應用怪獸（引導獸）

2018年
- 魔法使的新娘（耶魯雙子）
- 劍王朝（周老祖）
- HUG! 光之美少女（立神葵／冰淇淋天使）※第36~37話
- 足球小將翼（服部秀人）
- 多田君不戀愛（杉本一〈幼少期〉）
- 哆啦A夢（山口君）
- 閃電十一人 戰神的天秤（幼年灰崎）
- 工作細胞（骨髓球）
- DOUBLE DECKER！道格＆基里爾（卡米拉）

2019年
- 關於我轉生變成史萊姆這檔事（光之精靈）
- 家有女友（小孩A）
- 名侦探柯南（菅野佳織）
- Z/X Code reunion（轉送裝置聲）

2020年
- 魔法紀錄 魔法少女小圓外傳（志伸晶）
- 異種族風俗娘評鑑指南（烏力恭）
- 棒球大聯盟2nd 二期（山口顧問）
- 啄木鳥偵探所（園部環）
- 食戟之靈 豪之皿（惠的母親）
- 憂国的莫里亞蒂（威廉〈正牌〉）

2021年
- 境界觸發者 第2期（空閑遊真）
- NOMAD MEGALOBOX 機甲拳擊2（吉村）
- 境界觸發者 第3期（空閑遊真）
- 無職轉生～到了異世界就拿出真本事～（金潔·約克）

2022年
- 歌之☆王子殿下♪ 真愛ST☆RISH TOURS ～旅途的起始～（兄）
- BORUTO-火影新世代-NARUTO NEXT GENERATIONS-（油女羽理華）
- 聯盟空軍航空魔法音樂隊 光輝魔女（亞歷珊朵拉·塞爾巴內斯庫）

### OVA
2017年
- 噬血狂襲Ⅱ「咎神騎士篇Ⅰ」（女性隊員）

### 劇場版動畫
2015年
- 電影 Go！Princess 光之美少女 Go！Go！！豪華三部曲！！！（小金）

2017年
- 光之美少女 Dream Stars! （立神葵／冰淇淋天使）
- 電影 光之美少女：食尚甜心 清脆出爐！回憶的法式千層酥！（立神葵／冰淇淋天使）

2018年
- 機動戰士鋼彈NT（蜜雪兒·羅）
- 光之美少女 Super Stars!（立神葵／冰淇淋天使）
- HUG！光之美少女♡光之美少女 All Stars Memories（立神葵／冰淇淋天使）

2019年
- 光之美少女 Miracle Universe（立神葵／冰淇淋天使）

2021年
- 龙马！The Prince of Tennis 新生剧场版网球王子（越前龙牙)（幼年）
- 宇宙戰艦大和號2205 新的旅程（京塚みやこ、オッド・スケルジ）

2024年
- 永遠的大和號 REBEL3199 第一章 黑之侵略（京塚みやこ[5]）

### 有聲漫畫
2023年
- 人造人100（八百馬醉木）

## 外部連結
- （日語） 俳協　所属俳優　村中　知 （页面存档备份，存于），在事務所的官方頁面。
- （日語） ξ村中知ξ （页面存档备份，存于），官方網誌。
- 村中知的X（前Twitter）